# Прокопий Антемий (консул)
Фла́вий Проко́пий Анте́мий (лат. Flavius Procopius Anthemius) — государственный деятель Восточной Римской империи, сын императора Антемия, консул 515 года.

## Биография
Прокопий был сыном Антемия и Марции Эвфемии (дочери императора Маркиана). У него было три брата Антемиол, Маркиан и Ромул, а также сестра Алипия.
В то время, как его отец правил Западной империей (467—472), Прокопий жил в Константинополе при дворе императора Льва I. Его брат Маркиан был женат на младшей дочери Льва I Леонтии, на другой его дочери Ариадне был женат Зенон. Когда в 479 году Лев I умер и императором стал Зенон, многие в Константинополе считали, что трон должен был перейти к Маркиану, так как Леонтия родилась когда её отец был императором, в то время как Ариадна родилась когда её отец был простым солдатом. Кроме того жители Константинополя презирали исавров, считая их варварами.
В этих условиях Маркиан, заручившись поддержкой Теодориха Страбона, предпринял попытку свергнуть Зенона. С помощью братьев Прокопия и Ромула он собрал в Константинополе верные ему отряды и двинул их на штурм императорского дворца. Бой шел весь день, повстанцы едва не захватили в плен Зенона, но ночью верный императору военачальник Илл ввел в город расквартированные поблизости исаврийские отряды. Выступление Маркиана провалилось, а сам он вместе с братьями укрылся в церкви Апостолов, где все они были арестованы.
Вместе с братьями Прокопий был сослан в Цезарею Каппадокийскую. С помощью монахов они пытались совершить побег. Маркиану это не удалось, но Прокопий и Ромул смогли бежать. Прокопий бежал во Фракию к Теодориху Страбону, который отказался выдать его Зенону, а затем в Рим.
Позже Прокопий вернулся в Константинополь при императоре Анастасии I (491—518). Императрица Ариадна, которая после смерти Зенона вышла замуж за Анастасия, просила мужа назначить Прокопия преторианским префектом, но Анастасий отказал ей, сославшись на то, что Прокопий не обладает необходимыми для этой должности знаниями. Тем не менее, в 515 году Прокопий получил консульство.